# Jezioro Straduńskie
Jezioro Straduńskie (niem. Stradauner See) – jezioro w woj. warmińsko-mazurskim, w powiecie ełckim, na terenie Pojezierza Ełckiego.

## Położenie i morfometria
Jezioro położone w centralnym mikroregionie Pojezierza Ełckiego – na Pojezierzu Łaśmiadzkim. Leży na obszarze gminy Ełk. Przepływowe, głównym ciekiem przepływającym jest Ełk, a jezioro ma wydłużony kształt będący rozszerzeniem płynącej z północnego zachodu na południowy wschód rzeki.
Na północnym zachodzie łączy się rzeką Ełk z Łaśmiadami, na południowym wschodzie Ełk płynie ku jezioru Ołówka (Haleckiemu).
Jezioro leży na terenie wsi Straduny. Kilka kilometrów na północ od niego znajduje się obszar Natura 2000 Murawy na Pojezierzu Ełckim (PLH280041).